# Plastik im Freien (Ausstellung)
Plastik im Freien war eine überregional bedeutsame Reihe von Freiluftausstellungen, die in Karl-Marx-Stadt von 1967 bis zum Niedergang der DDR jährlich stattfand. Dabei wurden jeweils von Mai bis Oktober Plastiken von Künstlern der DDR im öffentlichen Raum der Stadt ausgestellt, u. a. im Waisenhof und in den Freianlagen vor der Stadthalle. Die Ausstellung wollte mit einer repräsentativen Auswahl vor allem neuer Arbeiten einen Einblick in das für den Freiraum konzipierte plastische Schaffen der Bildhauer der DDR geben. Vor allem sollte möglichst vielen jungen Künstlern ermöglicht werden, ihre Werke einer breiten Öffentlichkeit zu zeigen. Aber auch arrivierte Bildhauer wie Fritz Böhme, Wieland Förster, Claus-Lutz Gaedicke, Ingeborg Hunzinger, Sabina Grzimek, Lutz Holland und Jo Jastram nahmen teil. Die Ausstellung umfasste z. B. 1980 siebenundzwanzig Arbeiten in Naturstein, Bronze, Holz und Beton von zwanzig Künstlern.
Ausrichter der Ausstellung war das Büro Bildende Kunst beim Rat der Stadt Karl-Marx-Stadt in Zusammenarbeit mit der Sektion Plastik des Verbands Bildender Künstler der DDR. Die Stadt kaufte regelmäßig einige der Werke an, die im öffentlichen Raum verblieben.